# Menhir de Vaintray
Le menhir de Vaintray, appelé aussi menhir de la Jument Guignard, est situé sur le territoire de la commune d'Aslonnes, dans le département de la Vienne.

## Historique
Le menhir est mentionné dans les inventaires dès le XIXe siècle. Il est classé au titre des monuments historiques en 1889.

## Caractéristiques
Le menhir est constitué d'une dalle de calcaire. Il mesure 1,60 m de hauteur hors sol et 1,20 m de largeur à la base pour une épaisseur variant entre 0,25 m et 0,4 m.
Selon plusieurs auteurs anciens, le menhir serait le seul vestige d'un cromlech désormais disparu, mais cette assertion paraît douteuse.